# Quantum3
Quantum3 é um Motor de jogo desenvolvido especificamente para o console Nintendo Wii pela High Voltage Software. A engine foi utilizada em alguns títulos anteriores pela sua desenvolvedora, mais sofreu grandes melhorias para uma maior performance no Wii. Efeitos como bump mapping, reflexão, refração,brilho,detalhes de mapeamento,motion blur,shadow map, interação complexa com água e superfícies de efeito, entre outros recursos. O motor Quantum3 também inclui inteligência artificial avançada, trazendo aos personagens desenvolvidos capacidades mais similares ao comportamento humano.

## Jogos
Lista de jogos que utilizam o motor Quantum3:
| Jogo                      | Plataforma | Ano  |
| ------------------------- | ---------- | ---- |
| Gyrostarr                 | WiiWare    | 2008 |
| High Voltage Hot Rod Show | WiiWare    | 2009 |
| Evasive Space             | WiiWare    | 2009 |
| The Conduit               | Wii        | 2009 |
| Animales de la Muerte     | Wii        | 2009 |

## Ligações Externas
- High Voltage Software - Site Oficial
- Demonstração técnica na IGN (em inglês)